# Neşe Yaşın
Neşe Yaşın (ur. 12 lutego 1959 w Nikozji na Cyprze) – turecka cypryjska poetka, dziennikarka i pisarka.

## Życiorys
Jest córką poety Özkera Yasina i przyrodnią siostrą poety Mehmeta Yasina. Szkołę podstawową i średnią (Türk Maarif Koleji) ukończyła w rodzinnym mieście, Nikozji. Następnie ukończyła studia socjologiczne na Wydziale Nauk Społecznych Bliskowschodniego Uniwersytetu Technicznego w Ankarze. Po powrocie z Turcji na Cypr pracowała w gazecie, po czym w 1982 wyjechała ponownie do Turcji, podejmując tam pracę w Bibliotece Bliskowschodniego Uniwersytetu Technicznego. Oprócz tego uzyskała również tytuł magistra na Wydziale Nauk Tureckich i Bliskiego Wschodu Uniwersytetu Cypryjskiego, gdzie w późniejszych latach prowadziła wykłady.
W 1978, w wieku 19 lat Yaşın uhonorowana została nagrodą specjalną w zakresie kultury i Sztuki od rządu cypryjskiego. Wówczas nagroda ta została po raz pierwszy wręczona osobie ze społeczności Turków cypryjskich.
W latach 1992–2007 prowadziła audycję literacką 41. Oda w programie CYBC, nadającym w Republice Cypryjskiej. Później przeniosła się do stacji ASTRA, gdzie reżyserowała audycję Barış Bahçesi. Pisała również do gazet takich jak Birgün oraz Yenidüzen.
Neşe Yaşın jest osobą zaangażowaną w działania na rzecz budowania pokoju na Cyprze, uczestnicząc w grupach działających na rzecz zjednoczenia Cypru. W 2006 r. została kandydatką do parlamentu w wyborach do Zgromadzenia Ustawodawczego Cypru Północnego. Jej kandydatura była symboliczna, sama Yaşın nie spodziewała się, by miała zostać wybrana.

## Twórczość
Swoje pierwsze wiersze publikowała od 1978 r. w tureckich czasopismach literackich. Przetłumaczone z tureckiego na grecki, wiersze Yaşın doczekały się nagród również w greckiej części Cypru i trafiły do szkolnych podręczników.
Książki pisarki przetłumaczono na ponad 30 języków. Sama Yaşın również dokonywała tłumaczeń, przekładając z greckiego twórczość poetów cypryjskich. Oprócz tureckiego i greckiego, porozumiewa się także w języku angielskim i francuskim.
Niektóre z jej wierszy wykorzystane zostały jako teksty piosenek.

### WierszHangi Yarısı?
Do wiersza Hangi Yarısı? (Która połowa?), napisanego przez Yaşın, gdy miała 17 lat, muzykę napisał cypryjski kompozytor Mario Tokas. Wiersz ten został opublikowany w piśmie Art Emeki, które turecki poeta Ataol Behramoğlu podarował cypryjskiemu poecie Elli Peonidu. Ten drugi, dowiedziawszy się, że pismo zawiera wiersz napisany przez osobę z północnej części Cypru, znalazł osobę, która przetłumaczyła go na język grecki. Przekład ten krążył później anonimowo po rozmaitych czasopismach i w ten sposób, w 1980 r., trafił nań Mario Tokas.
Tokas i Yaşın poznali się dopiero w 1991 r. na festiwalu sztuki w Londynie. Podczas koncertu Tokas zaprosił poetkę na scenę i wspólnie wykonali utwór.
Utwór ten stał się ikoną i nieoficjalnym hymnem zjednoczonego Cypru.

### Dorobek literacki

#### Poezja
- Cici Kıbrıs (1977)
- Sümbül ile Nergis (1978)
- Savaslarin Gözyaslari (1979)

- Kapılar (1992)
- Ay Aşktan Yapılmıştır (2001)
- Bellek Odaları (2005)

#### Proza
- Üzgün Kızların Gizli Tarihi (2002)

## Nagrody
- 1978: Nagroda Specjalna Kultury i Sztuki (Özel Ödülü) przyznana przez rząd cypryjski[1][2][3][6]
- 1980: Nagroda Specjalna Kultury i Sztuki przyznana przez rząd turecki[3][6]
- 1993: Nagroda Artysty Roku - na Cyprze Północnym[1]
- 1993: Nagroda Fundacji Necati Taşkın Vakfı[6]
- 1997: POGO - nagroda honorowa Dnia Kobiet[6]
- 1998: Nagroda Anthiasa-Pieridesa - na Cyprze Południowym[1][6]